# Thesium sedifolium
Thesium sedifolium là một loài thực vật có hoa trong họ Santalaceae. Loài này được A. Dc. Ex Levyns miêu tả khoa học đầu tiên.